# Episodi di How I Met Your Mother (settima stagione)
La settima stagione della sitcom How I Met Your Mother, composta da 24 episodi, è stata trasmessa in prima visione assoluta negli Stati Uniti d'America da CBS dal 19 settembre 2011 al 14 maggio 2012.
In Italia la stagione è stata trasmessa in prima visione dal canale pay Joi, della piattaforma Mediaset Premium, dal 13 luglio al 28 settembre 2012; in chiaro, è andata in onda su Italia 1 dal 18 ottobre al 5 novembre 2013.
| nº | Titolo originale             | Titolo italiano                  | Prima TV USA      | Prima TV Italia   |
| -- | ---------------------------- | -------------------------------- | ----------------- | ----------------- |
| 1  | The Best Man                 | Il testimone                     | 19 settembre 2011 | 13 luglio 2012    |
| 2  | The Naked Truth              | La nuda verità                   | 19 settembre 2011 | 13 luglio 2012    |
| 3  | Ducky Tie                    | La cravatta con le oche          | 26 settembre 2011 | 20 luglio 2012    |
| 4  | The Stinson Missile Crisis   | Addio, vecchie abitudini         | 3 ottobre 2011    | 20 luglio 2012    |
| 5  | Field Trip                   | La gita                          | 10 ottobre 2011   | 27 luglio 2012    |
| 6  | Mystery vs. History          | Maschio o femmina                | 17 ottobre 2011   | 27 luglio 2012    |
| 7  | Noretta                      | Noretta                          | 24 ottobre 2011   | 3 agosto 2012     |
| 8  | The Slutty Pumpkin Returns   | Il ritorno della zucca supersexy | 31 ottobre 2011   | 3 agosto 2012     |
| 9  | Disaster Averted             | Scampato pericolo                | 7 novembre 2011   | 10 agosto 2012    |
| 10 | Tick Tick Tick               | Un interminabile secondo         | 14 novembre 2011  | 10 agosto 2012    |
| 11 | The Rebound Girl             | Papà per un giorno               | 21 novembre 2011  | 17 agosto 2012    |
| 12 | Symphony of Illumination     | Sinfonia di luminarie            | 5 dicembre 2011   | 17 agosto 2012    |
| 13 | Tailgate                     | Grigliata al cimitero            | 2 gennaio 2012    | 24 agosto 2012    |
| 14 | 46 Minutes                   | 46 minuti                        | 16 gennaio 2012   | 24 agosto 2012    |
| 15 | The Burning Beekeeper        | L'apicoltore ardente             | 6 febbraio 2012   | 31 agosto 2012    |
| 16 | The Drunk Train              | Il treno degli ubriachi          | 13 febbraio 2012  | 31 agosto 2012    |
| 17 | No Pressure                  | Senza fretta                     | 20 febbraio 2012  | 7 settembre 2012  |
| 18 | Karma                        | Karma                            | 27 febbraio 2012  | 7 settembre 2012  |
| 19 | The Broath                   | Il giuramento                    | 19 marzo 2012     | 14 settembre 2012 |
| 20 | Trilogy Time                 | Il momento della trilogia        | 9 aprile 2012     | 14 settembre 2012 |
| 21 | Now We're Even               | Adesso siamo pari                | 16 aprile 2012    | 21 settembre 2012 |
| 22 | Good Crazy                   | Follia positiva                  | 30 aprile 2012    | 21 settembre 2012 |
| 23 | The Magician's Code (Part 1) | Il codice dei maghi (1ª parte)   | 14 maggio 2012    | 28 settembre 2012 |
| 24 | The Magician's Code (Part 2) | Il codice dei maghi (2ª parte)   | 14 maggio 2012    | 28 settembre 2012 |

## Il testimone
- Titolo originale: The Best Man
- Diretto da: Pamela Fryman
- Scritto da: Carter Bays e Craig Thomas

### Trama
Barney e Ted, prima del matrimonio di Barney, ricordano il matrimonio di Punchy e di come Marshall abbia rovinato il ricevimento. Marshall e Lily vogliono aspettare ad annunciare la gravidanza di Lily e perciò Marshall si trova costretto a bere tutto l'alcol servito a Lily per non destare alcun sospetto. Ted vuole fare un bel discorso, ma come in tutti gli altri matrimoni, si mette a piangere, facendo ridere tutti gli invitati. Robin cerca di parlare con Barney dei sentimenti (o della chimica) che prova ancora per lui, ma Barney e Robin intraprendono un ballo che fa scatenare tutto il ricevimento. Quando sembra che Robin gli stia per dire tutto, il telefono di Barney suona: è Nora. Marshall e Lily rivelano ai loro amici di aspettare un bambino e durante il brindisi, quando Ted piange per Lily e Marshall e gli invitati ridono, Marshall difende il suo amico e afferma che "questa bellissima donna è incinta", ma gli invitati pensano alla sposa, la quale conferma la gravidanza, scatenando l'ira dei parenti.
- Guest star: Chris Romano (Punchy), Joe Nieves (Carl), Stefanie Black (Kelly), Shelli Boone (damigella), Anthony Wayne Skeen (Clay), Luka Yovetich (Nick), Adam Tsekhman (genitore), Lauren Halperin (genitore), Gerrit Goossen (ragazzo finlandese), Steve Tom (padre di Kelly), Vince Cefalu (padre di Punchy)
- Ascolti USA: telespettatori 11.000.000[5]

## La nuda verità
- Titolo originale: The Naked Truth
- Diretto da: Pamela Fryman
- Scritto da: Stephen Lloyd

### Trama
Marshall teme che alcuni video imbarazzanti che lo ritraggono nudo possano mettere a rischio la sua assunzione; così va da colui che li ha girati e gli chiede di eliminarli. Garrison Cootes, alla fine, lo assume nonostante abbia visto i video. Ted deve scegliere chi portare al galà della Sfera degli Architetti tra le due ragazze incontrate all'edicola grazie alla sua faccia sulla copertina di un magazine. Barney, intanto, cerca di convincere Nora del fatto che non mentirà più decidendo di rimanere nello stesso bar fino a quando la ragazza non accetterà di uscire con lui. Ted, vedendo il sentimento di Barney, capisce di voler provare anche lui la sensazione di innamorarsi di nuovo e così al galà invita Robin e, per pura coincidenza, rincontra una persona particolare: Victoria.
- Guest star: Nazanin Boniadi (Nora), Martin Short (Garrison Cootes), Jimmi Simpson (Peter Durkenson), Ashley Williams (Victoria), Kallee Brookes (Sara), Nicole Hayden (Jessica), Kristen Henry King (Carol)
- Ascolti USA: telespettatori 12.220.000[5]

## La cravatta con le oche
- Titolo originale: Ducky Tie
- Diretto da: Rob Greenberg
- Scritto da: Carter Bays e Craig Thomas

### Trama
Ted incontra la sua ex ragazza, Victoria, al galà degli architetti. Cerca di farsi perdonare poiché, mentre lei era in Germania, lui la tradì con Robin. Nel frattempo, Barney ordisce un macchinoso piano per riuscire a toccare il seno di Lily, coinvolgendo lei e Marshall in una scommessa per testare se il biondo sciupafemmine ha dimestichezza con le evoluzioni che i cuochi dello Shinjitsu, un ristorante giapponese adorato da Marshall e detestato da Barney, fanno con coltelli e attrezzi da cucina.
Barney perde in parte la scommessa, infatti Lily, per evitare di farsi toccare il seno da Barney, glielo mostra mentre il biondino sta facendo il numero, così da distrarlo. Barney è quindi condannato dal gruppo a indossare per un anno intero una cravatta decorata con paperelle gialle.
- Guest star: Ashley Williams (Victoria)
- Ascolti USA: telespettatori 10.500.000[6]

## Addio, vecchie abitudini
- Titolo originale: The Stinson Missile Crisis
- Diretto da: Pamela Fryman
- Scritto da: Kourtney Kang

### Trama
Robin viene costretta dal tribunale ad andare da uno psicologo per spiegare il motivo per il quale ha aggredito una donna. Durante la seduta Robin parla della sua gelosia per Nora che viene corteggiata ogni giorno da Barney con fiori, palloncini e cioccolatini nell'ufficio in cui lei e Robin lavorano insieme. Per spiegare cosa le ha fatto compiere l'aggressione, Robin racconta anche di come Ted voglia a tutti i costi intromettersi tra Lily e Marshall, prendendo decisioni sul bambino che stanno aspettando. Nonostante allo psicologo sembrino inizialmente solo divagazioni, sia il comportamento di Ted, sia la gelosia per Nora trovano alla fine una spiegazione ed appare chiaro il motivo dell'aggressione.
- Guest star: Alexis Denisof (Sandy Rivers), Kal Penn (Kevin), Jeff Probst (sé stesso), Nazanin Boniadi (Nora), Vicki Lewis (Dr. Sonya)
- Ascolti USA: telespettatori 10.390.000[7]

## La gita
- Titolo originale: Field Trip
- Diretto da: Pamela Fryman
- Scritto da: Jamie Rhonheimer

### Trama
Garrison Cootes, il capo di Marshall, accetta un risarcimento esiguo da parte di una società anziché portare avanti una causa plurimilionaria. Marshall, temendo che lui stia perdendo fiducia negli ideali ambientalisti, prende in mano la situazione. Nel frattempo Ted porta la sua classe di architettura a fare un'escursione al cantiere della GNB Tower da lui progettata, per suscitare nei suoi studenti il desiderio di seguire le sue orme, ma le cose non vanno come le aveva pianificate. Robin continua le sedute dal suo terapeuta e, proprio quando inizia ad apprezzare i risultati che sta ottenendo, lui le confessa che non può più seguirla perché si sente attratto da lei.
- Guest star: Jamie Denbo (Sheila), Kal Penn (Kevin), Jay Acovone (Vance), Jamie Lea Willet (Gina), Nick Pasqual (Will)
- Ascolti USA: telespettatori 8.890.000[8]
- Nota: nell'edizione italiana, Garrison Cootes afferma di aver acquistato una miniera in Colorado in cui si rifugerà con «tutte le quattro serie di Dragon Ball» (contando quindi anche Dragon Ball Kai), mentre nella versione originale, l'avvocato ha acquistato le cinque stagioni di Friday Night Lights.

## Maschio o femmina
- Titolo originale: Mystery vs. History
- Diretto da: Pamela Fryman
- Scritto da: Chuck Tatham

### Trama
Lily e Marshall non vogliono sapere il sesso del loro bambino. Ted proibisce a Barney e Robin di fare delle ricerche in internet sulla ragazza con la quale sta per uscire perché vuole provare ad avere un appuntamento senza conoscere troppi particolari sul suo passato. Kevin, Robin e Barney vanno ad aiutare Lily e Marshall a dipingere la stanza del bambino. Robin, contravvenendo a quanto chiesto da Ted, cerca informazioni su Janet e le comunica all'amico mentre Barney si attiva per scoprire il sesso del bambino facendo leva sui sentimenti contrastanti di Lily e Marshall. Kevin, che fino a quel momento si era trattenuto dallo psicanalizzare i suoi amici, si arrabbia molto e rivela di aver riscontrato comportamenti disfunzionali in tutti loro. Per scusarsi di questa sua esternazione, il ragazzo si offre per dipingere da solo la camera. Alla fine l'appuntamento con Janet va male perché Ted decide di guardare le ricerche fatte dai suoi amici, mentre Lily e Marshall scoprono che avranno un maschio.
- Guest star: Kal Penn (Kevin), Amber Stevens (Janet McIntyre), Ray Wise (Padre di Robin), Eleanor Seigler (Mia), Rachel Sterling (Paula)
- Ascolti USA: telespettatori 9.810.000[9]

## Noretta
- Titolo originale: Noretta
- Diretto da: Pamela Fryman
- Scritto da: Matt Kuhn

### Trama
Il fratello di Barney arriva in città e nota che Nora assomiglia a Loretta, la loro madre. Kevin afferma che è normale essere portati a innamorarsi di qualcuno che assomiglia ai propri genitori. Barney nel frattempo esce con Nora e si aspetta di fare l'amore con lei a fine serata. L'appuntamento viene rovinato da una serie di avvenimenti assurdi: Nora si rompe un dente, un ratto le cade in testa e una persona si suicida davanti a lei. Quando Barney pensa che tutto sia perduto, Nora decide di salvare la serata e i due fanno finalmente l'amore. Lily intanto non si sente più sexy e dice a Marshall che fino alla nascita del bambino non farà più sesso con lui. I due cominciano a pensare alle parole di Kevin scoprendo di aver cercato nell'altro una copia del proprio padre. Ted, dopo aver interrotto la serata film di Kevin e Robin, chiede alla ragazza di accompagnarlo a un concerto di Weird Al Yankovic. Robin per compassione accetta, ma Kevin si arrabbia. Robin ammette di aver accettato solo perché tutti quelli a cui Ted lo ha chiesto prima di lei hanno rifiutato, così Kevin capisce e finge di essere un fan di Weird Al per accompagnare Ted. Al bar, Barney racconta la serata agli amici e dice loro che, prima di finire a letto con Nora, lui abbia visto in lei sua madre a causa delle loro somiglianze. Gli amici gli chiedono come abbia potuto farci sesso e non restare disgustato da questo e Barney, con grande maturità, risponde che sua madre è una donna meravigliosa e se Nora le somiglia anche solo un po' allora è un uomo fortunato. Lily e Marshall capiscono, quindi, che non c'è nulla di male nell'assomigliare ai genitori visto che entrambi ammirano il proprio padre e vanno a casa per riconciliarsi mentre Ted, dopo aver lasciato un po' di intimità a Robin e Kevin, incontra un'altra fan di Weird Al.
- Guest star: Kal Penn (Kevin), Nazanin Boniadi (Nora), Frances Conroy (Loretta Stinson), Wayne Brady (James Stinson), Bill Fagerbakke (Marvin Eriksen Sr.), Cristine Rose (Virginia Mosby), Chris Elliott (Mickey Aldrin), "Weird Al" Yankovic (sé stesso), Sathya Jesudasson (madre di Kevin), Christiann Castellanos (Leight)
- Ascolti USA: telespettatori 9.870.000[10]

## Il ritorno della zucca supersexy
- Titolo originale: The Slutty Pumpkin Returns
- Diretto da: Pamela Fryman
- Scritto da: Tami Sagher

### Trama
Dopo dieci anni, Ted trova una traccia che gli permette di risalire all'identità della ragazza vestita da "zucca supersexy". Ted scopre che tra di loro non c'è alchimia e decide quindi di smettere di vederla. Vedendo la ragazza così presa dalla loro storia, Ted le dice di amarla. Alla festa di Halloween, però i due si lasciano perché la ragazza gli rivela che anche secondo lei non c'è chimica fra loro. Nel frattempo Robin scopre che Barney è per un quarto canadese e comincia a prenderlo in giro. I nonni di Lily regalano a lei e Marshall la loro casa in periferia. Lily accetta immediatamente, ma Robin fa notare a Marshall che sua moglie non è in grado di prendere decisioni serie perché resa troppo volubile dalla gravidanza. Marshall convince quindi Lily a rimandare la decisione dopo la nascita del bambino.
- Guest star: Katie Holmes (Naomi), Christina Pickles (Nonna di Lily)
- Ascolti USA: telespettatori 10.490.000[11]

## Scampato pericolo
- Titolo originale: Disaster Averted
- Diretto da: Michael Shea
- Scritto da: Robia Rashid

### Trama
Kevin chiede ai ragazzi il motivo per cui c'è un cartello davanti al MacLaren's che vieta di fare boogyboarding. Ted racconta che il 26 agosto 2011, durante l'uragano Irene, era rimasto bloccato nell'appartamento di Barney in compagnia dei suoi quattro amici. Marshall e Lily confessano che in quell'occasione è stato concepito il loro bambino. Il giorno successivo, Marshall aveva tentato di fare boogyboarding sotto la pioggia con un coperchio di un bidone della spazzatura, ma era scivolato e aveva rotto una finestra del Maclaren's. Durante il racconto Barney chiede insistentemente di potersi togliere la cravatta con le papere. Kevin riesce a intuire che il ragazzo sta per conoscere i genitori di Nora e vuole fare bella figura. Marshall concede a Barney di togliere la cravatta, ma pretende in cambio di potergli dare altri tre schiaffi oltre a quello rimasto. Il ragazzo accetta e Marshall lo schiaffeggia due volte. In taxi, Barney e Robin ricordano un momento durante l'uragano nel quale s'erano quasi baciati e, presi dal ricordo, si baciano ancora mostrando che tra loro è rimasto un forte legame.
- Guest star: Kal Penn (Kevin)
- Ascolti USA:10.360.000[12]
- Nota: Barney riceve il quinto e ultimo schiaffo promessogli nell'episodio Lo schiaffone; avendo però accettato l'accordo con Marshall, ossia potersi togliere la cravatta in cambio di altre tre sberle, ne riceve immediatamente una rimanendone così ancora due.

## Un interminabile secondo
- Titolo originale: Tick Tick Tick
- Diretto da: Pamela Fryman
- Scritto da: Chris Harris

### Trama
Ted e Marshall "mangiano un panino" a un festival al quale partecipano assieme a Lily. Sotto effetto del "panino", i due si perdono nell'arena mentre cercano dei nachos da portare alla ragazza. Ted e Marshall sono convinti di aver passato delle ore a girare a vuoto quando invece si sono assentati solo per pochi minuti. Barney e Robin, che sono andati a letto insieme, devono recarsi con i rispettivi fidanzati a una crociera organizzata dal giornalista Rivers. Siccome scoprono di amarsi ancora, decidono di lasciare i rispettivi partner una volta a terra. Barney rispetta la sua parte del patto lasciando Nora dopo averle detto di averla tradita e che non può fingere che non sia accaduto perché non è stato un attimo di debolezza ma per un sentimento vero che l'ha fatto, mentre Robin ci ripensa e rimane con Kevin. Un Barney distrutto viene scoperto da Ted mentre rimuove dei petali di rosa dal letto di Robin.
- Guest star: Kal Penn (Kevin), Nazanin Boniadi (Nora), Alexis Denisof (Sandy Rivers)
- Ascolti USA: telespettatori 10.383.000[13]

## Papà per un giorno
- Titolo originale: The Rebound Girl
- Diretto da: Pamela Fryman
- Scritto da: Chris Harris

### Trama
Marshall e Lily decidono di trasferirsi nella casa dei nonni, ma Robin si oppone perché non riesce a restare sola a New York senza la loro presenza. Nel frattempo Barney e Ted, durante un discorso al pub riguardo ai fallimenti delle loro relazioni, decidono di adottare un figlio e diventare "frate-nitori". Il giorno successivo, Ted si rende conto che Barney non è adatto a fare il padre e che la loro idea non è realizzabile. Barney però non sembra essere della stessa opinione e si ripresenta con una bambina. Dopo la titubanza iniziale Ted, visto anche gli effetti positivi della cosa, si fa nuovamente trascinare dall'idea della "Frate-nitorialità". Ma quando arrivano nella casa di Long Island di Marshall e Lily, Ted scopre che la bambina è la secondogenita di James (fratello di Barney), che Barney aveva invitato là per il ringraziamento assieme alla sua famiglia, e capisce infine che aspettare la persona giusta è qualcosa che vale la pena fare, anche se è dura. Durante un momento in cui sono soli, Robin rivela a Barney di essere incinta.
- Guest star: Wayne Brady (James Stinson), Ernie Hudson (sé stesso), Nicole Andrews (Annie), Duncan Bravo (Clive), Victoria Geil (Anne), Chelsea Gilligan (Annette), Jai D. Rodriguez (Tom)
- Ascolti USA: telespettatori 10.010.000[14]

## Sinfonia di luminarie
- Titolo originale: Symphony of Illumination
- Diretto da: Pamela Fryman
- Scritto da: Chris Harris

### Trama
Barney cerca di convincere Robin che avere un figlio è una cosa fantastica accompagnando Lily a fare la lista pre-nascita, ma non ci riesce e dopo un incontro con una persona del passato anche lui cambia idea. Nel frattempo Marshall, impegnato ad addobbare la casa con le più belle luci di Natale, riceve aiuto da Scott, il quale fingendo d'essere un bravo ragazzo si approfitterà della situazione. Robin scopre dalla dottoressa di non essere incinta, ma la gioia per il falso allarme avrà vita breve: sarà richiamata perché, in base a ulteriori analisi, risulterà essere sterile. Nonostante non avesse mai voluto avere figli, la cosa la turba più profondamente di quanto lei stessa se ne renda conto, ma per evitare di far preoccupare i suoi amici mentirà circa il motivo per cui è depressa. Ted suppone che si tratti di nostalgia di casa e le propone di passare il Natale a Cleveland con lui, ma la donna gli dice che non è suo compito tirarle su il morale. Nonostante ciò, Ted crea uno spettacolo luminoso a casa loro per farla sentire meglio.
- Guest star: Chase Ellison (Scott), Todd Grinnell (Duane), Vicki Lewis (Dr. Sonya), Danielle Weeks (Sheila)
- Ascolti USA: telespettatori 11.510.000[15]
- Nota: questo episodio è eccezionalmente narrato da Robin.

## Grigliata al cimitero
- Titolo originale: Tailgate
- Diretto da: Pamela Fryman
- Scritto da: Carter Bays e Craig Thomas

### Trama
Il primo dell'anno del 2012 Marshall va in Minnesota, al cimitero, per continuare la tradizione dei tailgate con il padre. Il ragazzo racconta alla lapide di Marvin Eriksen Sr. ciò che è avvenuto la notte precedente, ma viene più volte interrotto dall'arrivo dei fratelli, Marvin Jr. e Marcus, e di altre persone. La notte dell'ultimo dell'anno Ted e Barney si erano rifiutati di pagare 50 dollari per entrare al MacLaren's e avevano deciso di aprire finalmente il loro bar, "Enigmi", a casa di Ted. Quest'ultimo voleva parlare di letteratura, mentre Barney voleva rimorchiare ragazze, ma, nonostante le loro speranze, la situazione gli sfugge presto di mano e nessuno dei due riesce a ottenere qualcosa. Marshall e Lily, intanto, stavano sistemando la camera del loro bambino quando Marshall dice a Lily di avvisare il padre della sua gravidanza. Lily chiama il padre, ma questo risponde con indifferenza e chiude la comunicazione in fretta. La donna, inoltre, trova un libro sui misteri negli scatoloni delle cose del bambino appartenente a Marshall ed esprime il suo dissenso al fatto che lui creda in quelle cose. Inizia così una discussione tra i due, che si conclude con la tristezza di Lily che non ha mai creduto in niente a causa del padre. Robin, intanto, è stata rifiutata da Sandy Rivers come produttrice a causa della ragazza di quest'ultimo e non partecipa al programma della Vigilia di Capodanno. Quando però Sandy Rivers si ubriaca e va a cercare la ragazza, che lo ha mollato, Robin è costretta a intervenire e a prendere in mano la situazione, finendo per dover condurre lei stessa il programma. Alla fine, Ted e Barney chiuderanno il "locale" con l'aiuto del buttafuori del MacLaren's e Robin riprenderà la sua carriera di giornalista televisiva vera e propria. Marshall riscopre la morale dei tailgate del padre "Più si è, meglio è" e Lily, aprendo la porta, trova il padre, che è molto felice della sua gravidanza ed è venuto da lei da Chicago per dirglielo.
- Guest star: Kal Penn (Kevin), Chris Elliott (Mickey Aldrin), Will Sasso (Doug Martin), Alexis Denisof (Sandy Rivers), Bill Fagerbakke (Marvin Eriksen Sr.), Ned Rolsma (Marcus Eriksen), Robert Michael Ryan (Marvin Eriksen Jr.), Chasty Ballesteros (Tina).
- Ascolti USA: telespettatori 10.140.000[16]

## 46 minuti
- Titolo originale: 46 Minutes
- Diretto da: Pamela Fryman
- Scritto da: Dan Gregor e Doug Mand

### Trama
Marshall e Lily si trasferiscono nella casa a Long Island, lasciando il gruppo, depresso per non averli più accanto. Solo Barney sembra contento della cosa perché vede un'occasione per vivere quelle serate che la coppia si era sempre rifiutata di fare e, alla fine, Robin e Ted, insieme a Kevin, si lasciano convincere. Nel frattempo Marshall e Lily hanno dei problemi con il padre di lei, Mickey, che è ancora da loro e non fa altro che intromettersi nel loro modo di sistemare la casa con la scusa che ci ha vissuto per lungo tempo. I due sono esausti e alla fine Marshall riesce a dirgli che deve andarsene il giorno dopo, ma quando lui se ne va offeso la luce salta a causa di una lampada e Mickey approfitterà della cosa per vendicarsi di lui. La serata nello strip club del gruppo passa da un Ted depresso che finisce per ubriacarsi, Robin e Kevin che fingono di amare quello che invece detestano per sembrare più interessanti agli occhi dell'altro e Barney che cerca di mandare avanti la serata quale "capo della gang" e che finisce per trasportare tutti in una partita di poker clandestina assieme alla sosia di Lily, chiamata da Barney, Bambola Lily, e al suo fidanzato, un malvivente russo di nome Arvydas. La situazione degenera a causa di Ted ubriaco, il quale dopo aver involontariamente abboccato all'amo dei due delinquenti viene derubato insieme agli altri con l'imbroglio di dover pagare l'ingresso a una festa. Decide allora di andare a Long Island a trovare i loro amici, mentre Robin e Kevin decidono di smettere di fingere riguardo a quel che non gli piace. Intanto l'epopea di Marshall nel buio ha un lieto fine: Lily convince il padre a guidare il marito sino al quadro elettrico e a riaccendere le luci. Il mattino seguente i due sposi trovano i loro amici in casa e fanno tutti colazione insieme, dopo la decisione di Lily di permettere al padre di rimanere a casa con loro per un altro po' di tempo.
- Guest Star: Chris Elliott (Mickey), Dimitri Diatchenko (Arvydas), Milynn Sarley (Ferrari), Ptolemy Slocum (Larry), Matt Lasky (Butterfly Knife)
- Ascolti USA: telespettatori 10.122.000[17]

## L'apicoltore ardente
- Titolo originale: The Burning Beekeeper
- Diretto da: Pamela Fryman
- Scritto da: Carter Bays e Craig Thomas

### Trama
Il gruppo si riunisce a casa di Lily e Marshall per la loro festa d'inaugurazione, a cui partecipano molti loro amici e conoscenti e il capo di Marshall, Garrison Cootes. Il Ted del futuro spiega ai figli che una festa può essere rovinata anche in soli cinque minuti e inizia a narrare gli eventi di quella in tre differenti locali della casa: salotto, cucina e sala da pranzo.
- Guest Star: Martin Short (Garrison Cootes), Chris Elliott (Mickey Aldrin), Rebecca Creskoff (Geraldine).
- Ascolti USA: telespettatori 10.080.000[18]

## Il treno degli ubriachi
- Titolo originale: The Drunk Train
- Diretto da: Pamela Fryman
- Scritto da: Carter Bays e Craig Thomas

### Trama
Sta per arrivare San Valentino e Kevin, dopo una cena a quattro con Robin, Marshall e Lily, chiede alla sua fidanzata di sposarlo, ma lei è bloccata dal fatto che non può e non vuole avere figli. Mentre Kevin è via, Robin rivela a Marshall e Lily il fatto che non può avere figli e che deve dirlo a Kevin, ma questi rimane intenzionato a sposarla. Intanto Ted e Barney cercano di rimorchiare nel Treno degli Sbronzi: l'ultimo treno serale per Long Island pieno di gente ubriaca. Dopo le prime difficoltà riescono ad ambientarsi, ma Ted si rende conto che Barney non ha voglia di provarci con nessuna per via di Quinn, l'amica di una ragazza con cui lui aveva avuto un appuntamento giorni prima e che aveva discusso a lungo con Barney circa il modo di vivere di quest'ultimo. Rendendosi conto che il motivo per cui si trovano sul Treno degli Ubriachi è il non avere nessuna da amare, Ted spinge Barney a provarci con Quinn se prova veramente qualcosa per lei. Tornando a casa, Ted trova Robin sul tetto a fumare: gli dice che Kevin ha ritirato la proposta dopo che lei gli ha detto che se si fossero sposati sicuramente non avrebbero mai avuto figli, e questo ha messo fine alla loro relazione. Alla domanda retorica di Robin sul chi potrebbe mai sposarla, visto quello a cui dovrebbe rinunciare, Ted rivela che lui lo farebbe e che l'ama ancora.
- Guest star: Becki Newton (Quinn), Kal Penn (Kevin), Suzie Plakson (Judy Eriksen), Rachel Bloom (Wanda), Brandi Burkhardt (Candice), Johnny Giacalone (Ronnie), Kim Hidalgo (Randi), Lindsey Morgan (Lauren), Guy Nardulli (Vinny), Milynn Sarley (Ferrari), Nicole Shabtai (Gina), Melissa Soso (Jenni), Nicole Zeoli (Lindsay).
- Ascolti USA: telespettatori 9.010.000[19]

## Senza fretta
- Titolo originale: No Pressure
- Diretto da: Pamela Fryman
- Scritto da: George Sloan

### Trama
Il Ted del futuro dice che la volta che disse "ti amo" alla sua futura moglie fu la prima volta dopo averlo detto a Robin. Il giorno dopo Ted, credendo di aver fatto un errore dicendoglielo, fa per andare da Robin per dirgli di fare come se non avesse detto nulla, ma trova la ragazza sulla soglia che lo bacia subito. Intanto Barney, cercando il sex tape di Lily e Marshall scopre che i due, per hobby, fanno scommesse sugli amici, tra queste una in particolare: Lily scommette che Ted e Robin non staranno mai insieme. Ed ecco perché cerca di sabotare la relazione che si sta iniziando a creare da quando Ted ha detto a Robin che l'ama. Mentre la ragazza è al lavoro in Russia accompagnata da Patrice, Ted capisce che il vero problema per cui da cinque anni non sono stati insieme è che Robin è innamorata di Barney. Quando quest'ultimo trova il sex tape, Ted glielo rivela, ma lui dice di aver ormai rinunciato alla donna che amava. Così Ted va a prendere Robin all'aeroporto ed esce a cena con lei, ma a fine serata, tornati nell'appartamento, si rende conto che tra loro non potrà funzionare e anche Robin è d'accordo: infatti dice di non amarlo, ma non per Barney o per altro ma perché non vuole perderlo come unico punto di riferimento costante della sua vita. I due mettono anche fine al loro "accordo dei quarant'anni". Quindi Marshall, dopo essere stato informato della situazione da Ted, parla con Robin spiegandole che deve andarsene da casa del suo coinquilino e che il ragazzo l'ama troppo per dirglielo. Robin accetta, lasciando Ted libero di continuare per la sua strada senza dover ripensare al passato. Infine Lily chiede a Marshall di pagare la scommessa, ma lui dice che è ancora presto per considerarla conclusa.
- Guest Star: Angela Matemotja (Consuela), Ellen D. Williams (Patrice), Conan O'Brien (Patrono del bar).
- Ascolti USA: telespettatori 9.810.000[20]

## Karma
- Titolo originale: Karma
- Diretto da: Pamela Fryman
- Scritto da: Stephen Lloyd

### Trama
Durante una serata con Ted allo strip-club Leopard Lusty, Barney scopre che Quinn vi lavora con il nome di Karma. Deciso che quello dev'essere un segno dell'universo, ritorna al locale per convincerla a uscire con lui, ma la ragazza sfrutterà la situazione a suo vantaggio. Nel frattempo Robin si trasferisce a casa di Marshall e Lily, la quale gli regala un diario su cui scrivere le sue emozioni e che Robin inizierà a riempire di commenti sullo stile di vita degli abitanti di Long Island, da lei ritenuto "stravagante". Nel frattempo Ted, non sopportando la vista della stanza vuota di Robin inizia a occuparla facendovi diverse cose, venendo ogni volta criticato dal fantasma dell'amica generato dalla sua mente. Barney, credendo di aver convinto Quinn a uscire di nuovo con lui, lo dice a Ted, ma questi, dopo aver appreso del comportamento della ragazza e che il loro appuntamento si sarebbe svolto nello strip-club mette in guardia Barney dal non lasciarsi ingannare. Barney non ci crede, ma dopo un po' di tempo al locale con Quinn scopre che Ted aveva ragione e se ne va deluso. Alla fine rincontra la donna il mattino successivo in un bar e dopo una breve conversazione, si riconciliano e lei gli offre un caffè e lo invita a passare del tempo a parlare. 
La permanenza di Robin a East Meadow, insieme allo strano comportamento dei suoi amici, l'ha esasperata al punto da spingerla a tentare la fuga mentre loro sono impegnati a giocare a Bingo, ma Marshall e Lily, che non erano andati a giocare, la scoprono e dopo l'offesa iniziale le rivelano che odiano Long Island e che accettano di vivere là solamente perché lo ritengono un luogo migliore per il bambino ma che sarebbe un bel posto se ci fosse un'amica a vivere con loro. Robin però ritorna a Manhattan e va a casa di Ted, rivelandogli che i loro amici non amano il luogo in cui vivono, e Ted si rende conto che è arrivato il momento di voltare pagina e andare avanti con la sua vita piuttosto che rimanere aggrappato al passato. Così qualche giorno dopo, invitando Marshall e Lily ad andarlo a trovare, gli lascia un biglietto in cui gli scrive che, essendo ancora tutti e tre comproprietari dell'appartamento, lascia a loro l'appartamento e gli dice inoltre che ha trovato il modo migliore per usare la vecchia stanza di Robin: una camera per il loro futuro bambino.
- Guest Star: Becki Newton (Quinn/Karma), Ellen D. Williams (Patrice)
- Ascolti USA: telespettatori 9.070.000[21]

## Il giuramento
- Titolo originale: The Broath
- Diretto da: Pamela Fryman
- Scritto da: Carter Bays e Craig Thomas

### Trama
Barney vuole presentare Quinn ai suoi amici però ha paura che la possano giudicare riguardo al lavoro di spogliarellista che lei svolge, così stipula con Ted un Giuramento tra Fratelli, un Giurello (in inglese Broath da Oath of Brother) secondo cui Ted non dovrà rivelare per nessun motivo agli amici che professione svolge Quinn. Il ragazzo glielo rivela immediatamente e così, complice anche sia il comportamento leggermente dispotico della ragazza, sia il fatto che i due vogliono iniziare a convivere, tutto il gruppo pensa che Barney e Quinn debbano rompere: organizzano così un intervento, nominato da Marshall Quinntervento. Durante il Quinntervento arriva anche Quinn che, furibonda, sembra farla finita con Barney. Intanto, avendo sentito che l'appartamento di Quinn è in affitto, Ted e Robin, trasferitisi rispettivamente nel dormitorio universitario e a casa di Patrice, litigano su chi debba accaparrarsi l'appartamento.
In seguito tutto il gruppo, preso atto dell'errore commesso nei confronti di Barney, decide di andarlo a trovare. Così Barney stipula con loro un nuovo Giurello secondo cui nessuno dei suoi migliori amici dovrà mai più intromettersi nella sua vita amorosa; sancito il Giurello con un bacio tra Lily e Robin e tra Marshall e Ted, esce fuori anche Quinn che si trovava già nell'appartamento di Barney. La coppia spiega ai ragazzi che tutta questa serie di eventi, compreso l'imminente trasferimento di Quinn da Barney, erano tutto un piano diabolico per divertirsi. Sotto tutta questa messinscena però, c'è un pizzico di verità: i due vogliono davvero vivere insieme e quindi l'appartamento di Quinn è davvero disponibile. Ma Robin, avendo avuto la promozione a co-conduttrice alla World Wide News, e avendo così ottenuto un conseguente aumento, ha preso un appartamento sulla Central Park West lasciando così a Ted l'affitto dell'appartamento di Quinn.
Infine tra Marshall e Lily vi è un leggero attrito per quanto riguarda una donna: Jenna Cristalli. Marshall raccontando le sue esperienze sessuali particolari di cui l'unica protagonista possibile è Lily, ne racconta una che Lily non ricorda. La donna è furibonda perché credeva come tutti che Marshall avesse avuto rapporti solo con lei, e così è, infatti in seconda liceo egli toccò solo per errore il seno di Jenna Cristalli perché durante una recita scolastica di Peter-Pan, il filo, che serviva per farlo volare, non resse l'enorme Eriksen che cadde con le mani in avanti proprio addosso alla ragazza.
- Guest Star: Becki Newton (Quinn), Ellen D Williams (Patrice), Brendan Robinson (Ned), Ryan Meharry (Martin), Wendy McColm (Millie)

## Il momento della trilogia
- Titolo originale: Trilogy Time
- Diretto da: Pamela Fryman
- Scritto da: Carter Bays e Craig Thomas

### Trama
Il rapporto di convivenza tra Barney e Quinn non è dei migliori: per prima cosa lei, dopo aver rinunciato alla maggior parte dei suoi oggetti, chiede a Barney se lui può buttare le sue tazze e utilizzare quelle della donna.
Mentre sta parlandone con Marshall e Ted, quest'ultimo ricorda che è il Momento della Trilogia: vedere la trilogia di Star Wars tutto in una volta. Una tradizione iniziata da Ted e Marshall nel 2000 quando stavano all'Università: decisero che ogni tre anni avrebbero visto la Trilogia. E ogni volta discutevano su come sarebbe stata la loro vita dopo tre anni. Ogni volta hanno aspettative megalomani che, passati i tre anni, vengono sempre smentite. Ricordandosi infatti del 2009, Ted, all'epoca, pensava che se non si fosse sposato nel 2012, c'era qualcosa che non andava. Siamo nel 2012 e Ted è ancora single, cade in depressione ma poi il Ted del futuro rivela che nel 2015 vedrà la trilogia con in braccio la sua bambina.
Barney dopo questo volo nel passato nel quale ogni tre anni sperava sempre di avere una ragazza diversa da farsi, si rende conto che adesso ama Quinn ed è con lei che vuole stare. Decide così di tornare a casa, rompere le sue tazze e, infine, di fare l'amore con la sua ragazza che indossa il costume da Stormtrooper di Star Wars.
- Guest Star: Becki Newton (Quinn), Michael Gladis (Chester), Meghan Maureen McDonough (Veronica), Gregory Michael (Trey)

## Adesso siamo pari
- Titolo originale: Now We're Even
- Diretto da: Pamela Fryman
- Scritto da: Chuck Tatham

### Trama
Ted comincia la sua nuova vita nell'appartamento senza coinquilini. Racconta a Marshall tutto quello che può fare nel nuovo appartamento, in particolare il poter girare nudo e mangiare cibo avanzato il giorno prima perché nessuno lo mangia al posto suo. Barney offre a Ted l'opportunità di non rimanere mai solo di notte nel nuovo appartamento invitandolo a "rendere ogni notte leggendaria" facendo cose come creare una band Mariachi o portare un cavallo nel MacLaren's. Dopo alcune notti, Ted rifiuta l'invito di Barney a fare bungee jumping dalla Statua della Libertà. Barney chiude Ted fuori dall'appartamento per costringerlo a uscire, ma Ted scende al MacLaren's per chiamare il suo padrone di casa per farsi aprire. Quando Ted insiste, Barney ammette che è lui che ha bisogno di distrarsi tutte le sere durante il turno di lavoro di Quinn al Lusty Leopard perché immaginarla con un altro uomo lo fa impazzire. Ricordando una conversazione del 2009, Ted accetta la sfida di dover ottenere il numero di una ragazza vestito da donna. Intanto, Marshall sta cercando di capire chi è il protagonista del sogno erotico di Lily che fino ad allora gli ha sempre detto chi fosse il soggetto dei suoi sogni. I due vanno a cena fuori, e Marshall scopre che il protagonista del sogno è Ranjit, l'autista della limousine sulla quale si trovano. Lily e Marshall litigano e Lily lo lascia solo con Ranjit. Durante la cena tra Marshall e Ranjit i due parlano del sogno e Ranjit dice a Marshall che una parte dell'essere un buon marito e padre è il rimanere calmo quando tutti gli altri perdono la testa. Marshall si rende conto che tutti gli uomini che Lily sogna sono bravi padri. Tornato all'appartamento, Marshall e Lily fanno pace, ma Lily decide di tenere per sé il suo sogno erotico più estremo. Robin è stata promossa al World Wide News, ed è infastidita dal fatto che la guardia all'entrata dell'edificio, nonostante abbia un poster gigante di fronte a lui raffigurante Robin e Sandy Rivers, riconosca solo Sandy e a lei chieda il tesserino ogni volta che deve rientrare nell'edificio. Sandy Rivers le chiede di dare le notizie del traffico dall'elicottero del network e mentre sono in volo il pilota sviene. Robin riesce a far atterrare l'elicottero con successo grazie all'aiuto da terra e tutta la vicenda viene seguita in diretta dal network. Lo scampato incidente di Robin fa di lei immediatamente una star – incontra il sindaco Michael Bloomberg, appare al David Letterman Show e le dedicano uno speciale sandwich. Quando torna a casa, riceve un sms da Ted che le dice che anche se in quel momento non si stanno parlando è felice di sapere che lei stia bene.
- Guest Star: Becki Newton (Quinn), Alexis Denisof (Sandy Rivers), Marshall Manesh (Ranjit), Eben Ham (Pilota), Bryan Krasner (Gary)
- Nota: la foto di Robin al David Letterman Show che viene mostrata nell'episodio, è quella di una vera apparizione di Cobie Smulders allo show.

## Follia positiva
- Titolo originale: Good Crazy
- Diretto da: Pamela Fryman
- Scritto da: Carter Bays e Craig Thomas

### Trama
Marshall, eccessivamente preoccupato per l'arrivo del bambino, inizia a comportarsi in modo strano. Lily convince Barney a portare Marshall ad Atlantic City per poter passare un weekend in pace. Intanto Ted inizia nuovamente a uscire con altre ragazze, ma ogni volta vede nei loro volti Robin di cui è ancora follemente innamorato. Intanto Barney convince Marshall a ubriacarsi e a spegnere i telefoni, ma quando i due li riaccendono si accorgono di avere ricevuto 17 chiamate di Lily che ha iniziato il travaglio.
- Guest Star: Becki Newton (Quinn), K Callan (Nonna Lois), Bruce Gray (Yuthers), Karissa Vacker (Holly), Todd Sandler (Darryl), Casey Washington (Larry), Cristen Irene (Robyn), Katy Stoll (Lizbeth), Mike Nojun Park (Waiter), Michael G. Coleman (Lou)

## Il codice dei maghi (1ª parte)
- Titolo originale: The Magician's Code (Part 1)
- Diretto da: Pamela Fryman
- Scritto da: Jennifer Hendriks

### Trama

Gli amici in ospedale attorno all'ultimo arrivato, il piccolo Marvin Jr., primo figlio di Marshall e Lily.

Lily è sul punto di partorire e chiama Ted e Robin per soccorrerla; infatti Marshall è partito insieme a Barney per Atlantic City e, sbronzatisi là, i due non sanno come ritornare a New York. Ted e Robin, per distrarre l'amica dal dolore, raccontano storie che sono accadute nel corso degli anni, tra le quali quella della porta misteriosa del bar che frequentano sempre. Alla fine i tre raggiungono l'ospedale e Lily potrebbe partorire, ma la mancanza di Marshall glielo impedisce. Quest'ultimo infatti è riuscito con Barney a prendere un autobus che parte da Atlantic City ma ha come destinazione Buffalo e non New York. Solamente con l'aiuto dei vecchietti nel bus, che simulano un attacco di cuore, i due possono raggiungere l'ospedale dove si trova Lily e assisterla al parto. Alla fine Marshall e la sua amata moglie diventano genitori di un bellissimo bambino che si chiamerà Marvin (il nome del padre di Marshall morto poco tempo prima) "Non ti muovere" (secondo nome consigliato da Barney e ritenuto da lui stesso, Marshall, Ted e Lily il secondo nome più spettacolare che un bambino possa avere) Eriksen.

## Il codice dei maghi (2ª parte)
- Titolo originale: The Magician's Code (Part 2)
- Diretto da: Pamela Fryman
- Scritto da: Carter Bays e Craig Thomas

### Trama
Dopo la nascita di Marvin, figlio di Marshall e Lily, Robin rivela a Ted che quest'ultimo non ha mai cercato veramente la ragazza perfetta con cui poter mettere su famiglia ma ha sempre inseguito donne con le quali, consapevolmente, non avrebbe mai combinato nulla. L'unica eccezione è Victoria, che Ted ha mollato per stare con Robin e che ora è sul punto di sposarsi. Robin esorta Ted a richiamarla nonostante non possano tornare insieme, ma accade l'assurdo: Victoria accetta di vedere Ted il giorno in cui doveva sposarsi e rivela al protagonista di essere ancora innamorata di lui. Ted, avendo avuto la triste esperienza di essere abbandonato all'altare, decide di accompagnarla al matrimonio ma davanti alla chiesa capisce che Victoria è davvero la ragazza dei suoi sogni e decide di non fermarsi con la macchina. Nel frattempo Barney e Quinn sono sul punto di prendere un aereo per le Hawaii quando la polizia trova sulla valigia di lui una strana scatola. Barney non vuole rivelare il contenuto perché violerebbe il Codice dei Maghi (la scatola è uno strumento per una magia), ma quando ormai la coppia perde il volo per le Hawaii decide di compiere il gioco di prestigio: appare dalla scatola sul finale della magia una rosa con dentro l'anello di fidanzamento e Barney chiede la mano di Quinn. Così la coppia va ad annunciare agli amici che si sposeranno, ma in un momento in cui Barney e Robin sono soli, il primo propone scherzosamente alla seconda di fuggire: al matrimonio, che Ted ha preannunciato nella prima puntata della stagione, la sposa che andrà con Barney all'altare sarà Robin.
- Guest Star: Lyndsy Fonseca (Figlia), David Henrie (Figlio), Chris Elliott (Mickey Aldrin), Becki Newton (Quinn), Ashley Williams (Victoria), Ed Alonzo (Guardia #2)